# Црква Светих апостола Петра и Павла у Копривну
Црква Светих апостола Петра и Павла једнобродна је грађевина у селу Копривно код Милића, Република Српска. Припада епархији зворничко-тузланској, а посвећена је Светим апостолима Петру и Павлу.
Градња цркве започета је 1888. године, а није познато ко је осветио темеље. Сазидана је од камена, покривена је бакром и има звоник са једним звоном. Када је градња завршена 1896. године, митрополит зворнички Николај Мандић осветио је храм. Ова црква је раније била парохијска, али је због последњег Одбрамбено-отаџбинског рата 1992—1995. године и велике миграције становништва сада филијална.
Црква је више пута обнављана, а прва обнова била је 1966. године, када је избетониран под, префарбан кров, стављена фасада и тротоар око ње. Након тога уследиле су обнове 1983. и 2006. године, када је покривена бакром и омалтерисана, а и изграђена ограда око ње, односно када је урађена порта око ње, постављен мермер на поду и замењен иконостас, редом. У порти цркве постоје четири споменика који су посвећени настрадалима у Првом и Другом светском рату, а који су сахрањени у порти.
Црква није живописана, а иконостас од јаворовог дрвета израдили су столари Ранко Лазаревић и Драгиша Симић из Милића, док је двери у дуборезу урадио Раде Пантић, такође из Милића. Иконе је осликао Горан Пешић из Чачка.